# 岩崎稔
岩崎 稔（いわさき みのる、1956年7月3日 - ）は、日本の哲学者。大和大学政治経済学部政治・政策学科教授。東京外国語大学名誉教授。元国立大学法人東京外国語大学理事・副学長。
日本による対韓輸出優遇撤廃に反対する、＜声明＞「韓国は「敵」なのか」呼びかけ人の1人。

## 学歴
- 1982年3月 - 早稲田大学第一文学部哲学科卒業
- 1985年3月 - 早稲田大学大学院政治学研究科博士前期課程修了
- 1988年3月 - 早稲田大学大学院政治学研究科博士後期課程単位取得退学

## 職歴
- 1988年 - 日本学術振興会特別研究員-PD。立正大学非常勤講師
- 1990年 - 東京外国語大学外国語学部 専任講師
- 1994年 - 同 助教授
- 2007年 - 同 教授
- 2009年 - 東京外国語大学総合国際学研究院 教授（大学院重点化に伴う配置転換）
  - 2012年 - 東京外国語大学国際社会学部学部長（初代）
  - 2015年 - 国立大学法人東京外国語大学理事・副学長（人事、研究等担当）
- 2022年 - 東京外国語大学を定年退職、名誉教授

　　　　　　　大和大学政治経済学部政治・政策学科教授

## 著書

### 共編著
- （小沢弘明）『激震国立大学――独立行政法人化のゆくえ』（未來社、1999年）。
- （大川正彦・中野敏男・李孝徳）『継続する植民地主義――ジェンダー／民族／人種／階級』（青弓社、2005年）。
- （上野千鶴子・成田龍一）『戦後思想の名著50』（平凡社、2006年）。
- （今井昭夫）『記憶の地層を掘る』（御茶ノ水書房、2007年）。
- （上野千鶴子・北田暁大・小森陽一・成田龍一）『戦後日本スタディーズ（1-3）』（紀伊國屋書店、2008-2009年）
- （本橋哲也ほか）『21世紀を生き抜くためのブックガイド――新自由主義とナショナリズムに抗しての詳細』（河出書房新社、2009年）。
- （米谷匡史）『谷川雁セレクションⅠ・Ⅱ』（日本経済評論社 2009年

### 訳書
- マンフレート・フランク『ハーバーマスとリオタール――理解の臨界』（三元社、1990年）。
- アルバート・O・ハーシュマン『反動のレトリック――逆転・無益・危険性』（法政大学出版局、1997年）。
- ドゥブラヴカ・ウグレシィチ『バルカン・ブルース』（未來社、1997年）。
- マリタ・スターケン『アメリカという記憶――ベトナム戦争、エイズ、記念碑的表象』（未來社、2004年）。